# Lista mistrzów Ultimate Fighting Championship

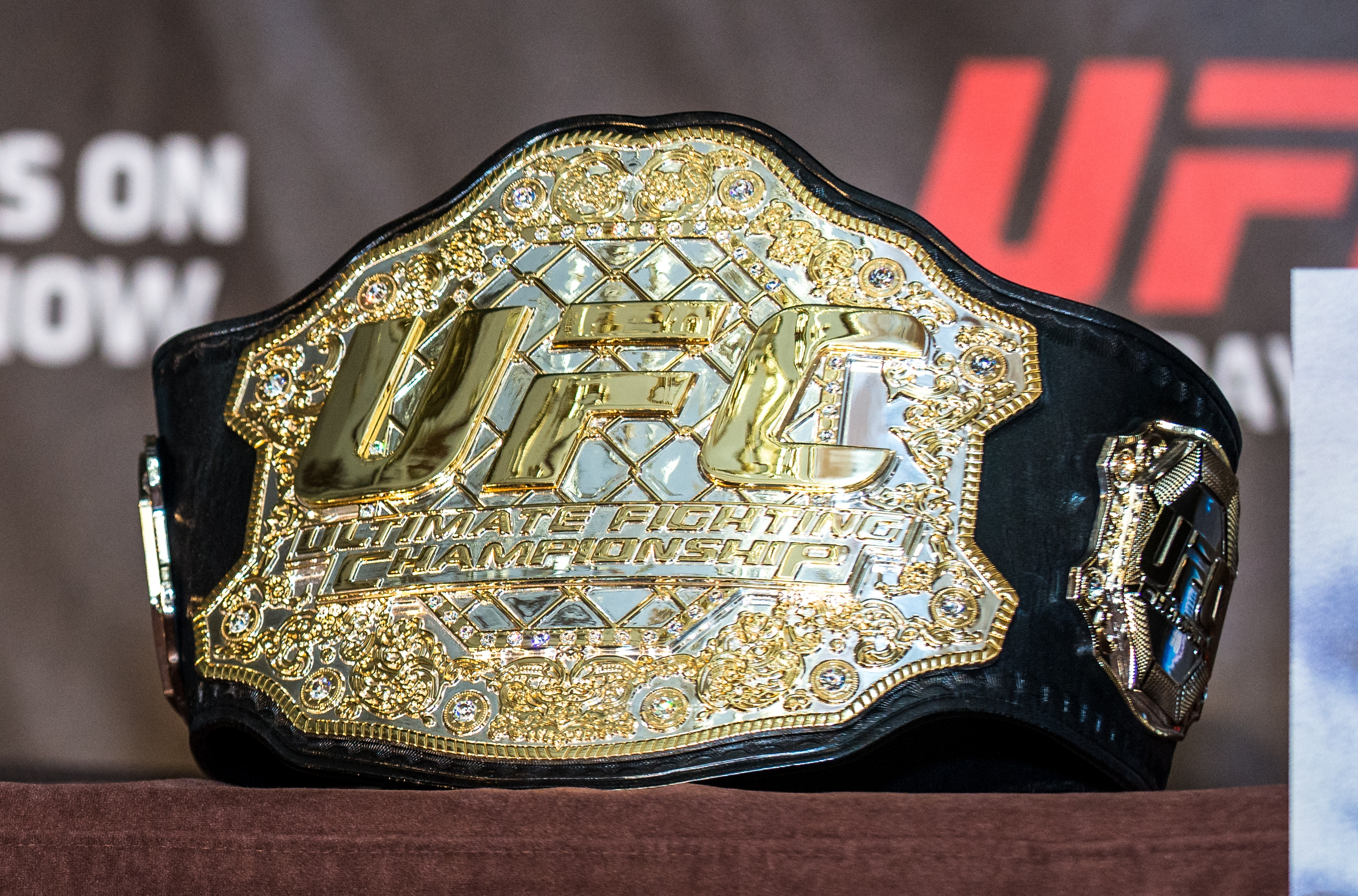
Aktualny wygląd pasa mistrzowskiego UFC wprowadzony w 2001 roku

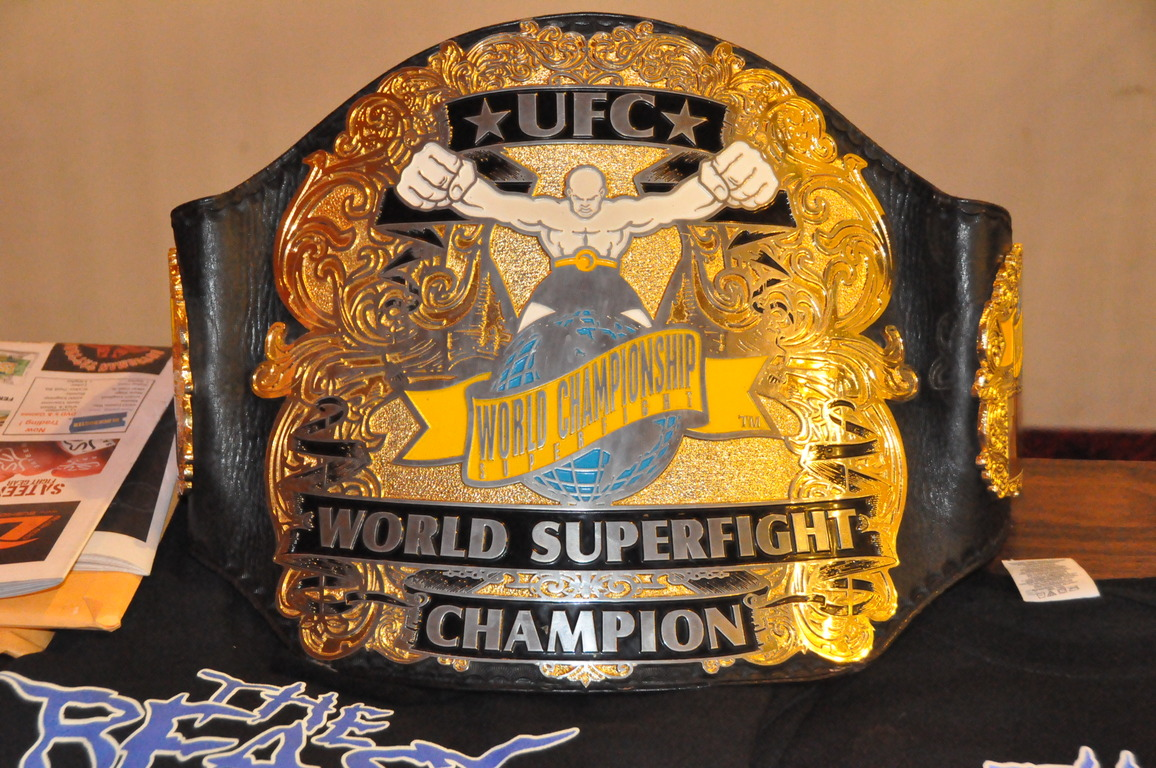
Wygląd pasa mistrzowskiego UFC Superfight (bez limitu wagowego) w latach 1995–1997

Lista mistrzów Ultimate Fighting Championship – chronologiczna lista wszystkich dotychczasowych mistrzów amerykańskiej organizacji promującej MMA UFC.
Walki o mistrzostwo UFC rozgrywane są od 1995 roku. Pierwszym tytułem mistrzowskim do zdobycia był tytuł Superfight bez limitu wagowego. W 1997 utworzono pierwszą kategorię wagową jaką była waga ciężka. Jeszcze w tym samym roku ustalono kolejne kategorie wagowe: kogucią (66–70 kg), lekką (70–77 kg), średnią (84–93 kg) i ciężką (120 kg). Oficjalnie kategorie zostały uregulowane 4 maja 2001 przez New Jersey State Athletic Control Board, gdzie ustalono poszczególne kategorie wagowe, które  są standardem w większości organizacji na świecie. W 2017 limity wagowe zostały zaokrąglone w funtach.
14 marca 2015 Joanna Jędrzejczyk została pierwszą Polką oraz ówcześnie dopiero trzecią zawodniczką/zawodnikiem z Europy, która sięgnęła po pas mistrzowski UFC – wcześniej ta sztuka udała się Holendrowi Basowi Ruttenowi oraz Białorusinowi Andrejowi Arłouskiemu.

## Kategorie wagowe
Aktualnie UFC posiada 11 kategorii wagowych w tym 8 męskich i 3 kobiece:

### Męskie
- ciężka – do 120,2 kg (265 lb; 18,93 st)
- półciężka – do 93 kg (205 lb; 14,6 st)
- średnia – do 83,9 kg (185 lb; 13,21 st)
- półśrednia – do 77,3 kg (170 lb; 12,17 st)
- lekka – do 70,3 kg (155 lb; 11,07 st)
- piórkowa – do 65,8 kg (145 lb; 10,36 st)
- kogucia – do 61,2 kg (135 lb; 9,64 st)
- musza – do 56,7 kg (125 lb; 8,93 st)

### Kobiece
- kogucia – do 61,2 kg (135 lb; 9,64 st)
- musza – do 56,7 kg (125 lb; 8,93 st)
- słomkowa – do 52,2 kg (115 lb; 8,22 st)

## Historia mistrzostw mężczyzn

### Waga ciężka
7 lutego 1997 został stoczony pojedynek unifikacyjny tytuły Superfight Dana Severna oraz turniejowy Marka Colemana o inauguracyjne mistrzostwo UFC w wadze ciężkiej.
| Nr | Mistrz                                                            | Od                               | Do                   | Obrony tytułu |
| --- | ----------------------------------------------------------------- | -------------------------------- | -------------------- | --- |
| 1. | Mark Coleman (pokonał Dana Severna)                               | 7 lutego 1997 (UFC 12)           | 27 lipca 1997        | |
| 2. | Maurice Smith                                                     | 27 lipca 1997 (UFC 14)           | 21 grudnia 1997      | - pokonał Davida Abbotta 17 października 1997 (UFC 15) |
| 3. | Randy Couture                                                     | 21 grudnia 1997 (UFC Japan)      | styczeń 1998         | |
| Couture został pozbawiony tytułu w 1998 roku z powodu sporu z UFC, po którym odszedł z organizacji.                                                         |                                                                   |                                  |                      | |
| 4. | Bas Rutten (pokonał Kevina Randlemana)                            | 7 maja 1999 (UFC 20)             | czerwiec 1999        | |
| Rutten zwakował tytuł schodząc wagę niżej. |                                                                   |                                  |                      | |
| 5. | Kevin Randleman                                                   | 19 listopada 1999 (UFC 23)       | 17 listopada 2000    | - pokonał Pedro Rizzo 9 czerwca 2000 (UFC 26) |
| 6. | Randy Couture (2)                                                 | 17 listopada 2000 (UFC 28)       | 22 marca 2002        | - pokonał Pedro Rizzo 4 maja 2001 (UFC 31) - pokonał Pedro Rizzo 2 listopada 2001 (UFC 34)                                                                         |
| 7. | Josh Barnett                                                      | 22 marca 2002 (UFC 36)           | 26 lipca 2002        | |
| Barnett został pozbawiony tytułu 26 lipca 2002 z powodu pozytywnego wyniki testu antydopingowego na obecność sterydów anabolicznych po walce z Couture.     |                                                                   |                                  |                      | |
| 8. | Ricco Rodriguez (pokonał Randy’ego Couture’a)                     | 27 września 2002 (UFC 39)        | 28 lutego 2003       | |
| 9. | Tim Sylvia                                                        | 28 lutego 2003 (UFC 41)          | 28 lutego 2003       | - pokonał Gana McGee 26 września 2003 (UFC 44) |
| Sylvia został pozbawiony tytułu 15 października 2003 z powodu pozytywnego wyniki testu antydopingowego na obecność sterydów anabolicznych po walce z McGee. |                                                                   |                                  |                      | |
| 10. | Frank Mir                                                         | 19 czerwca 2004 (UFC 48)         | 12 sierpnia 2005     | |
| – | Andrej Arłouski (pokonał o tymczasowy tytuł Tima Sylvie)          | 5 lutego 2005 (UFC 51)           | 12 sierpnia 2005     | - pokonał Justina Eilersa 4 czerwca 2005 (UFC 53) |
| Mir został pozbawiony tytułu 12 sierpnia 2005 z powodu absencji spowodowanej wypadkiem samochodowym który miał miejsce 17 września 2004                     |                                                                   |                                  |                      | |
| 11. | Andrej Arłouski (został niekwestionowanym mistrzem)               | 12 sierpnia 2005                 | 15 kwietnia 2006     | - pokonał Paula Buentello 7 października 2005 (UFC 55) |
| 12. | Tim Sylvia (2)                                                    | 15 kwietnia 2006 (UFC 59)        | 3 marca 2007         | - pokonał Andreya Arłouskiego 8 lipca 2006 (UFC 61) - pokonał Jeffa Monsona 18 listopada 2006 (UFC 65)                                                             |
| 13. | Randy Couture (3)                                                 | 3 marca 2007 (UFC 68)            | 15 listopada 2008    | - pokonał Gabriela Gonzagę 25 sierpnia 2007 (UFC 74) |
| – | Antônio Rodrigo Nogueira (pokonał o tymczasowy tytuł Tima Sylvię) | 2 lutego 2008 (UFC 81)           | 27 grudnia 2008      | |
| 14. | Brock Lesnar                                                      | 15 listopada 2008 (UFC 91)       | 23 października 2010 | - pokonał tymczasowego mistrza Franka Mira 11 lipca 2009 (UFC 100) - pokonał tymczasowego mistrza Shane’a Carwina 3 lipca 2010 (UFC 116)                           |
| – | Frank Mir (pokonał o tymczasowy tytuł Antônio Rodrigo Nogueirę)   | 27 grudnia 2008 (UFC 92)         | 11 lipca 2009        | |
| – | Shane Carwin (pokonał o tymczasowy tytuł Franka Mira)             | 27 marca 2010 (UFC 111)          | 3 lipca 2010         | |
| 15. | Cain Velasquez                                                    | 23 października 2010 (UFC 121)   | 12 listopada 2011    | |
| 16. | Junior dos Santos                                                 | 12 listopada 2011 (UFC on Fox 1) | 29 grudnia 2012      | - pokonał Franka Mira 26 maja 2012 (UFC 146) |
| 17. | Cain Velasquez (2)                                                | 29 grudnia 2012 (UFC 155)        | 13 czerwca 2015      | - pokonał Antonio Silvę 25 maja 2013 (UFC 160) - pokonał Juniora dos Santosa 19 października 2013 (UFC 166)                                                        |
| – | Fabricio Werdum (pokonał o tymczasowy tytuł Marka Hunta)          | 16 listopada 2014 (UFC 180)      | 13 czerwca 2015      | |
| 18. | Fabricio Werdum                                                   | 13 czerwca 2015 (UFC 188)        | 14 maja 2016         | |
| 19. | Stipe Miocic                                                      | 14 maja 2016 (UFC 198)           | 7 lipca 2018         | - pokonał Alistaira Overeema 10 września 2016 (UFC 203) - pokonał Juniora dos Santosa 13 maja 2017 (UFC 211) - pokonał Francisa Ngannou 20 stycznia 2018 (UFC 220) |
| 20. | Daniel Cormier                                                    | 7 lipca 2018 (UFC 226)           | 17 sierpnia 2019     | - pokonał Derricka Lewisa 3 listopada 2018 (UFC 230) |
| 21. | Stipe Miocic (2)                                                  | 17 sierpnia 2019 (UFC 241)       | 27 marca 2021        | - pokonał Daniela Cormiera 15 sierpnia 2020 (UFC 252) |
| 22. | Francis Ngannou                                                   | 27 marca 2021 (UFC 260)          | 14 stycznia 2023     | - pokonał tymczasowego mistrza Ciryla Gane 22 stycznia 2022 (UFC 270)                                                                                              |
| – | Ciryl Gane (pokonał o tymczasowy tytuł Derricka Lewisa)           | 7 sierpnia 2021 (UFC 265)        | 22 stycznia 2022     | |
| Ngannou został pozbawiony tytułu 14 stycznia 2023 kiedy opuścił UFC z powodu sporu kontraktowego.                                                           |                                                                   |                                  |                      | |
| 23. | Jon Jones (pokonał Ciryla Gane)                                   | 4 marca 2023 (UFC 285)           | 21 czerwca 2025      | - pokonał Stipe’a Miocica 16 listopada 2024 (UFC 309) |
| – | Tom Aspinall (pokonał o tymczasowy tytuł Siergieja Pawłowicza)    | 11 listopada 2023 (UFC 295)      | 21 czerwca 2025      | - pokonał Curtisa Blaydesa 27 lipca 2024 (UFC 304) |
| Przejście Jonesa na emeryturę zostało ogłoszone 21 czerwca 2025 roku.                                                                                       |                                                                   |                                  |                      | |
| 24. | Tom Aspinall (został niekwestionowanym mistrzem)                  | 21 czerwca 2025                  | nadal                | |

### Waga półciężka
Do 4 maja 2001 waga półciężka była nazywana średnią.
| Nr | Mistrz                                                     | Od                             | Do                     | Obrony tytułu |
| --- | ---------------------------------------------------------- | ------------------------------ | ---------------------- | --- |
| 1. | Frank Shamrock (pokonał Kevina Jacksona)                   | 21 grudnia 1997 (UFC Japan)    | 24 listopada 1999      | - pokonał Igora Zinowiewa 13 marca 1998 (UFC 16) - pokonał Jeremy’ego Horna 15 maja 1998 (UFC 17) - pokonał Johna Lobera 16 października 1998 (UFC Brazil) - pokonał Tito Ortiza 24 września 1999 (UFC 22) |
| Shamrock zwakował tytuł 24 listopada 1999 i odszedł z UFC, za powód podając brak zawodników z którymi mógłby się zmierzyć w obronie tytułu. |                                                            |                                |                        | |
| 2. | Tito Ortiz (pokonał Wanderleia Silvę)                      | 14 kwietnia 2000 (UFC 25)      | 26 września 2003       | - pokonał Yūkiego Kondō 16 grudnia 2000 (UFC 29) - pokonał Evana Tannera 23 lutego 2001 (UFC 30) - pokonał Elvisa Sinosicia 29 czerwca 2001 (UFC 32) - pokonał Uładzimira Maciuszenkę 28 września 2001 (UFC 33) - pokonał Kena Shamrocka 22 listopada 2002 (UFC 40) |
| – | Randy Couture (pokonał o tymczasowy tytuł Chucka Liddella) | 6 czerwca 2003 (UFC 43)        | 26 września 2003       | |
| 3. | Randy Couture                                              | 26 września 2003 (UFC 44)      | 31 stycznia 2004       | |
| 4. | Vitor Belfort                                              | 31 stycznia 2004 (UFC 46)      | 21 sierpnia 2004       | |
| 5. | Randy Couture (2)                                          | 21 sierpnia 2004 (UFC 49)      | 16 kwietnia 2005       | |
| 6. | Chuck Liddell                                              | 16 kwietnia 2005 (UFC 52)      | 26 maja 2007           | - pokonał Jeremy’ego Horna 20 sierpnia 2005 (UFC 54) - pokonał Randy’ego Coutura 4 lutego 2006 (UFC 57) - pokonał Renato Sobrala 26 sierpnia 2006 (UFC 62) - pokonał Tito Ortiza 30 grudnia 2006 (UFC 66) |
| 7. | Quinton Jackson                                            | 26 maja 2007 (UFC 71)          | 5 lipca 2008           | - pokonał Dana Hendersona 8 września 2007 (UFC 75) |
| 8. | Forrest Griffin                                            | 5 lipca 2008 (UFC 86)          | 27 grudnia 2008        | |
| 9. | Rashad Evans                                               | 27 grudnia 2008 (UFC 92)       | 23 maja 2009           | |
| 10. | Lyoto Machida                                              | 23 maja 2009 (UFC 98)          | 8 maja 2010            | - pokonał Maurício Ruę 24 października 2009 (UFC 104) |
| 11. | Maurício Rua                                               | 8 maja 2010 (UFC 113)          | 19 marca 2011          | |
| 12. | Jon Jones                                                  | 19 marca 2011 (UFC 128)        | 29 kwietnia 2015       | - pokonał Quintona Jacksona 24 września 2011 (UFC 135) - pokonał Lyoto Machidę 10 grudnia 2011 (UFC 140) - pokonał Rashada Evansa 21 kwietnia 2012 (UFC 145) - pokonał Vitora Belforta 22 września 2012 (UFC 152) - pokonał Chaela Sonnena 27 kwietnia 2013 (UFC 159) - pokonał Alexandra Gustafssona 21 września 2013 (UFC 165) - pokonał Glovera Teixeirę 26 kwietnia 2014 (UFC 172) - pokonał Daniela Cormiera 3 stycznia 2015 (UFC 182) |
| Jones został pozbawiony tytułu i bezterminowo zawieszony 29 kwietnia 2015 z powodu postępowania sądowego które było przeciwko niemu toczone. |                                                            |                                |                        | |
| 13. | Daniel Cormier (pokonał Anthony’ego Johnsona)              | 23 maja 2015 (UFC 187)         | 28 grudnia 2018        | - pokonał Alexandra Gustafssona 3 października 2015 (UFC 192) - pokonał Anthony’ego Johnsona 8 kwietnia 2017 (UFC 210) - pojedynek nierozstrzygnięty w walce z Jonem Jonesem 29 lipca 2017 (UFC 214) - pokonał Volkana Özdemira 20 stycznia 2018 (UFC 220) |
| – | Jon Jones (pokonał o tymczasowy tytuł Ovince Saint Preuxa) | 23 kwietnia 2016 (UFC 197)     | 9 listopada 2016       | |
| 9 listopada 2016 Jones został pozbawiony tymczasowego tytułu po tym, jak USADA zawiesiła go na rok, z powodu uzyskania pozytywnego wyniku testu antydopingowego przed galą UFC 200.                                                                   |                                                            |                                |                        | |
| 29 lipca 2017 Jones pokonał Daniela Cormiera odbierając mu pas mistrzowski jednak 13 września 2017 został pozbawiony tytułu po tym, jak USADA poinformowała o ponownym uzyskania pozytywnego wyniku testu antydopingowego u niego przed galą UFC 214. |                                                            |                                |                        | |
| 28 grudnia 2018 Cormier zrzekł się mistrzostwa wagi półciężkiej na rzecz walk w kategorii ciężkiej. |                                                            |                                |                        | |
| 14. | Jon Jones (2)                                              | 29 grudnia 2018 (UFC 232)      | 31 maja 2020           | - pokonał Anthony’ego Smitha 2 marca 2019 (UFC 235) - pokonał Thiago Santosa 6 lipca 2019 (UFC 239) - pokonał Dominicka Reyesa 8 lutego 2020 (UFC 247) |
| 18 sierpnia 2020 Jones zrzekł się mistrzostwa wagi półciężkiej, powołując się na problemy z UFC dotyczące negocjacji płacowych i chęci rywalizacji w wadze ciężkiej.                                                                                  |                                                            |                                |                        | |
| 15. | Jan Błachowicz (pokonał Dominicka Reyesa)                  | 26 września 2020 (UFC 253)     | 30 października 2021   | - pokonał Israela Adesanye 6 marca 2021 (UFC 259) |
| 16. | Glover Teixeira                                            | 30 października 2021 (UFC 267) | 12 czerwca 2022        | |
| 17. | Jiří Procházka                                             | 12 czerwca 2022 (UFC 275)      | 23 listopada 2022      | |
| 23 listopada 2022 Procházka zrzekł się mistrzostwa wagi półciężkiej, po tym jak doznał kontuzji barku. |                                                            |                                |                        | |
| Jan Błachowicz i Magomied Ankalajew walczyli do remisu 10 grudnia 2022 roku na UFC 282 o zwakowany tytuł. |                                                            |                                |                        | |
| 18. | Jamahal Hill (pokonał Glovera Teixeirę)                    | 21 stycznia 2023 (UFC 283)     | 14 lipca 2023          | |
| 14 lipca 2023 Hill zrzekł się mistrzostwa wagi półciężkiej, po tym jak doznał zerwania ścięgna Achillesa. |                                                            |                                |                        | |
| 19. | Alex Pereira (pokonał Jiříego Procházkę)                   | 11 listopada 2023 (UFC 295)    | 8 marca 2025 (UFC 313) | - pokonał Jamahala Hilla 13 kwietnia 2024 (UFC 300) - pokonał Jiříego Procházkę 29 czerwca 2024 (UFC 303) - pokonał Khalila Rountree Jr. 5 października 2024 (UFC 307) |
| 20. | Magomied Ankalajew                                         | 8 marca 2025 (UFC 313)         | nadal                  | |

### Waga średnia
Źródło
| Nr | Mistrz                                                         | Od                            | Do                   | Obrony tytułu |
| --- | -------------------------------------------------------------- | ----------------------------- | -------------------- | --- |
| 1. | Dave Menne (pokonał Gila Castillo)                             | 28 września 2001 (UFC 33)     | 11 stycznia 2002     | |
| 2. | Murilo Bustamante                                              | 11 stycznia 2002 (UFC 35)     | 5 października 2002  | - pokonał Matta Lindlanda 10 maja 2002 (UFC 37) |
| Bustamente został pozbawiony tytułu 5 października 2002, z powodu opuszczenia UFC i związania się PRIDE FC.                               |                                                                |                               |                      | |
| 3. | Evan Tanner (pokonał Davida Terrelliego)                       | 5 lutego 2005 (UFC 51)        | 4 czerwca 2005       | |
| 4. | Rich Franklin                                                  | 4 czerwca 2005 (UFC 53)       | 14 października 2006 | - pokonał Nate’a Quarry’ego 19 listopada 2005 (UFC 56) - pokonał Davida Loiseau 4 marca 2006 (UFC 58) |
| 5. | Anderson Silva                                                 | 14 października 2006 (UFC 64) | 6 lipca 2013         | - pokonał Nate’a Marquardta 7 lipca 2007 (UFC 73) - pokonał Richa Franklina 20 października 2007 (UFC 77) - pokonał Dana Hendersona 1 marca 2008 (UFC 82) - pokonał Patricka Côté 25 października 2008 (UFC 90) - pokonał Thalesa Leitesa 18 kwietnia 2009 (UFC 97) - pokonał Demiana Maie 10 kwietnia 2010 (UFC 112) - pokonał Chaela Sonnena 7 sierpnia 2010 (UFC 117) - pokonał Vitora Belforta 5 lutego 2011 (UFC 126) - pokonał Yushina Okamiego 27 sierpnia 2011 (UFC 134) - pokonał Chaela Sonnena 7 lipca 2012 (UFC 148) |
| 6. | Chris Weidman                                                  | 6 lipca 2013 (UFC 162)        | 12 grudnia 2015      | - pokonał Andersona Silvę 28 grudnia 2013 (UFC 168) - pokonał Lyoto Machide 5 lipca 2014 (UFC 175) - pokonał Vitora Belforta 23 maja 2015 (UFC 187) |
| 7. | Luke Rockhold                                                  | 12 grudnia 2015 (UFC 194)     | 4 czerwca 2016       | |
| 8. | Michael Bisping                                                | 4 czerwca 2016 (UFC 199)      | 4 listopada 2017     | - pokonał Dana Hendersona 8 października 2016 (UFC 204) |
| – | Robert Whittaker (pokonał o tymczasowy tytuł Yoela Romero)     | 8 lipca 2017 (UFC 213)        | 7 grudnia 2017       | |
| 9. | Georges St. Pierre                                             | 4 listopada 2017 (UFC 217)    | 7 grudnia 2017       | |
| St. Pierre zwakował pas 7 grudnia 2017 z powodów zdrowotnych. Tymczasowy mistrz Robert Whittaker został promowany na regularnego mistrza. |                                                                |                               |                      | |
| 10. | Robert Whittaker (został niekwestionowanym mistrzem)           | 7 grudnia 2017                | 5 października 2019  | |
| – | Israel Adesanya (pokonał o tymczasowy tytuł Kelvina Gasteluma) | 13 kwietnia 2019 (UFC 236)    | 5 października 2019  | |
| 11. | Israel Adesanya                                                | 5 października 2019 (UFC 243) | 12 listopada 2022    | - pokonał Roberta Whittakera 5 października 2019 (UFC 243) i został niekwestionowanym mistrzem - pokonał Paulo Costę 26 września 2020 (UFC 253) - pokonał Marvina Vettori 12 czerwca 2021 (UFC 263) - pokonał Roberta Whittakera 12 lutego 2022 (UFC 271) - pokonał Jareda Cannoniera 2 lipca 2022 (UFC 276) |
| 12. | Alex Pereira                                                   | 12 listopada 2022 (UFC 281)   | 9 kwietnia 2023      | |
| 13. | Israel Adesanya                                                | 9 kwietnia 2023 (UFC 287)     | 10 września 2023     | |
| 14. | Sean Strickland                                                | 10 września 2023 (UFC 293)    | 21 stycznia 2024     | |
| 15. | Dricus Du Plessis                                              | 21 stycznia 2024 (UFC 297)    | 16 sierpnia 2024     | - pokonał Israela Adesanyę 18 sierpnia 2024 (UFC 305) - pokonał Seana Stricklanda 9 lutego 2025 (UFC 312) |
| 16. | Chamzat Czimajew                                               | 16 sierpnia 2024 (UFC 319)    | nadal                | |

### Waga półśrednia
Do 4 maja 2001 waga półśrednia była nazywana lekką.
| Nr | Mistrz                                                          | Od                                | Do                | Obrony tytułu |
| --- | --------------------------------------------------------------- | --------------------------------- | ----------------- | --- |
| 1. | Pat Miletich (pokonał Mikeya Burnetta)                          | 16 października 1998 (UFC Brazil) | 4 maja 2001       | - pokonał Jorge Patino 8 stycznia 1999 (UFC 18) - pokonał Andre Pederneirasa 16 lipca 1999 (UFC 21) - pokonał Johna Alessio 9 czerwca 2000 (UFC 26) - pokonał Ken’ichiego Yamamoto 16 grudnia 2000 (UFC 29) |
| 2. | Carlos Newton                                                   | 4 maja 2001 (UFC 31)              | 2 listopada 2001  | |
| 3. | Matt Hughes                                                     | 2 listopada 2001 (UFC 34)         | 31 stycznia 2004  | - pokonał Hayato Sakuraia 22 marca 2002 (UFC 36) - pokonał Carlosa Newtona 13 lipca 2002 (UFC 38) - pokonał Gila Castillo 22 listopada 2002 (UFC 40) - pokonał Seana Sherka 25 kwietnia 2003 (UFC 42) - pokonał Franka Trigga 21 listopada 2003 (UFC 45) |
| 4. | B.J. Penn                                                       | 31 stycznia 2004 (UFC 46)         | 17 maja 2004      | |
| Penn został pozbawiony tytułu 17 maja 2004, z powodu opuszczenia UFC i związania się K-1.                 |                                                                 |                                   |                   | |
| 5. | Matt Hughes (2)                                                 | 22 października 2004 (UFC 50)     | 18 listopada 2006 | - pokonał Franka Trigga 16 kwietnia 2005 (UFC 52) - pokonał B.J. Penna 23 września 2006 (UFC 63) |
| 6. | Georges St-Pierre                                               | 18 listopada 2006 (UFC 65)        | 7 kwietnia 2007   | |
| 7. | Matt Serra                                                      | 7 kwietnia 2007 (UFC 69)          | 19 kwietnia 2008  | |
| – | Georges St-Pierre (pokonał o tymczasowy tytuł Matta Hughesa)    | 29 grudnia 2007 (UFC 79)          | 19 kwietnia 2008  | |
| 8. | Georges St-Pierre (2)                                           | 19 kwietnia 2008 (UFC 83)         | 13 grudnia 2013   | - pokonał Jona Fitcha 9 sierpnia 2008 (UFC 87) - pokonał B.J. Penna 31 stycznia 2009 (UFC 94) - pokonał Thiago Alvesa 11 lipca 2009 (UFC 100) - pokonał Dana Hardego 27 marca 2010 (UFC 111) - pokonał Josh Koscheck 11 grudnia 2010 (UFC 124) - pokonał Jake’a Shieldsa 30 kwietnia 2011 (UFC 129) - pokonał tymczasowego mistrza Carlosa Condita 17 listopada 2012 (UFC 154) - pokonał Nicka Diaza 16 marca 2013 (UFC 158) - pokonał Johny’ego Hendricksa 16 listopada 2013 (UFC 167) |
| – | Carlos Condit (pokonał o tymczasowy tytuł Nicka Diaza)          | 4 lutego 2012 (UFC 143)           | 17 listopada 2012 | |
| St-Pierre zwakował tytuł 13 grudnia 2013 w związku z podjęciem decyzji o zawieszeniu kariery zawodniczej. |                                                                 |                                   |                   | |
| 9. | Johny Hendricks (pokonał Robbiego Lawlera)                      | 15 marca 2014 (UFC 171)           | 6 grudnia 2014    | |
| 10. | Robbie Lawler                                                   | 6 grudnia 2014 (UFC 181)          | 30 lipca 2016     | - pokonał Rorego MacDonalda 11 lipca 2015 (UFC 189) - pokonał Carlosa Condita 2 stycznia 2015 (UFC 195) |
| 11. | Tyron Woodley                                                   | 30 lipca 2016 (UFC 236)           | 2 marca 2019      | - zremisował ze Stephenem Thompsonem 12 listopada 2016 (UFC 205) - pokonał Stephena Thompsona 4 marca 2017 (UFC 209) - pokonał Demiana Maie 29 lipca 2017 (UFC 214) - pokonał Darrena Tilla 8 września 2018 (UFC 228) |
| – | Colby Covington (pokonał o tymczasowy tytuł Rafaela dos Anjosa) | 9 czerwca 2018 (UFC 225)          | 8 września 2018   | |
| Covington został pozbawiony tymczasowego tytułu 8 września 2018 z powodu kontuzji.                        |                                                                 |                                   |                   | |
| 12. | Kamaru Usman                                                    | 2 marca 2019 (UFC 235)            | 20 sierpnia 2022  | - pokonał Colby’ego Convingtona 14 grudnia 2019 (UFC 245) - pokonał Jorge’a Masvidala 12 lipca 2020 (UFC 251) - pokonał Gilberta Burnsa 13 lutego 2021 (UFC 258) - pokonał Jorge’a Masvidala 24 kwietnia 2021 (UFC 261) - pokonał Colby’ego Covingtona 6 listopada 2021 (UFC 268) |
| 13. | Leon Edwards                                                    | 20 sierpnia 2022 (UFC 278)        | 27 lipca 2024     | - pokonał Kamaru Usmana 18 marca 2023 (UFC 286) - pokonał Colby’ego Covingtona 16 grudnia 2023 (UFC 296) |
| 14. | Belal Muhammad                                                  | 27 lipca 2024 (UFC 304)           | 10 maja 2025      | |
| 15. | Jack Della Maddalena                                            | 10 maja 2025 (UFC 315)            | nadal             | |

### Waga lekka
Do 4 maja 2001 waga lekka była nazywana kogucią.
| Nr | Mistrz                                                         | Od                                | Do                   | Obrony tytułu |
| --- | -------------------------------------------------------------- | --------------------------------- | -------------------- | --- |
| 1. | Jens Pulver (pokonał Caola Uno)                                | 23 lutego 2001 (UFC 30)           | 23 marca 2002        | - pokonał Dennisa Hallmana 28 września 2001 (UFC 33) - pokonał B.J. Penna 11 stycznia 2002 (UFC 35) |
| Pulver został pozbawiony tytułu 23 marca 2002 z powodu sporu z UFC po którym odszedł z organizacji.                                                                            |                                                                |                                   |                      | |
| B.J. Penn i Caol Uno 28 lutego 2003 stoczyli pojedynek w finale 4-osobego mini-turnieju o tytuł, lecz wynik starcia okazał się remisowy i nie przyznano pasa.                  |                                                                |                                   |                      | |
| 2. | Sean Sherk (pokonał Kenny’ego Floriana)                        | 14 października 2006 (UFC 64)     | 8 grudnia 2007       | - pokonał Hermesa Françę 7 lipca 2007 (UFC 73) |
| Sherk został pozbawiony tytułu 8 grudnia 2007 z powodu pozytywnego wyniki testu antydopingowego na obecność sterydów anabolicznych po walce z Françą.                          |                                                                |                                   |                      | |
| 3. | B.J. Penn (pokonał Joego Stevensona)                           | 19 stycznia 2008 (UFC 80)         | 10 kwietnia 2010     | - pokonał Seana Sherka 24 maja 2008 (UFC 84) - pokonał Kenny’ego Floriana 8 sierpnia 2009 (UFC 101) - pokonał Diego Sancheza 12 grudnia 2009 (UFC 107)                                                                                  |
| 4. | Frankie Edgar                                                  | 10 kwietnia 2010 (UFC 112)        | 26 lutego 2012       | - pokonał B.J. Penna 28 sierpnia 2010 (UFC 118) - zremisował z Grayem Maynardem 1 stycznia 2011 (UFC 125) - pokonał Graya Maynarda 8 października 2011 (UFC 136)                                                                        |
| 5. | Benson Henderson                                               | 26 lutego 2012 (UFC 144)          | 31 sierpnia 2013     | - pokonał Frankiego Edgara 11 sierpnia 2012 (UFC 150) - pokonał Nate’a Diaza 8 grudnia 2012 (UFC on Fox 5) - pokonał Gilberta Melendeza 20 kwietnia 2013 (UFC on Fox 7)                                                                 |
| 6. | Anthony Pettis                                                 | 31 sierpnia 2013 (UFC 164)        | 14 marca 2015        | - pokonał Gilberta Melendeza 6 grudnia 2014 (UFC 181) |
| 7. | Rafael dos Anjos                                               | 14 marca 2015 (UFC 185)           | 7 lipca 2016         | - pokonał Donalda Cerrone 19 grudnia 2015 (UFC on Fox 17) |
| 8. | Eddie Alvarez                                                  | 7 lipca 2016 (UFC Fight Night 90) | 12 listopada 2016    | |
| 9. | Conor McGregor                                                 | 12 listopada 2016 (UFC 205)       | 7 kwietnia 2018      | |
| – | Tony Ferguson (pokonał o tymczasowy tytuł Kevina Lee)          | 7 października 2017 (UFC 216)     | 7 kwietnia 2018      | |
| Ferguson został pozbawiony tymczasowego tytułu 7 kwietnia 2018 w związku z kontuzją która wykluczyła go z obrony tytułu przeciwko Chabibowi Nurmagomiedowowi.                  |                                                                |                                   |                      | |
| McGregor został pozbawiony tytułu 7 kwietnia 2018 w związku z brakiem woli podjęcia obrony tytułu.                                                                             |                                                                |                                   |                      | |
| 10. | Chabib Nurmagomiedow (pokonał Ala Iaquintę)                    | 7 kwietnia 2018 (UFC 223)         | 19 marca 2021        | - pokonał Conora McGregora 6 października 2018 (UFC 229) - pokonał tymczasowego mistrza Dustina Poiriera 7 września 2019 (UFC 242) - pokonał tymczasowego mistrza Justina Gaethje 24 października 2020 (UFC 254)                        |
| – | Dustin Poirier (pokonał o tymczasowy tytuł Maxa Hollowaya)     | 13 kwietnia 2019 (UFC 236)        | 7 września 2019      | |
| – | Justin Gaethje (pokonał o tymczasowy tytuł Tony’ego Fergusona) | 9 maja 2020 (UFC 249)             | 24 października 2020 | |
| Nurmagomiedow ogłosił zakończenie kariery 24 października 2020. 19 marca 2021 roku prezes UFC Dana White poinformował o fakcie zwakowania pasa mistrzowskiego przez Rosjanina. |                                                                |                                   |                      | |
| 11. | Charles Oliveira (pokonał Michaela Chandlera)                  | 15 maja 2021 (UFC 262)            | 7 maja 2022          | - pokonał Dustina Poiriera 11 grudnia 2021 (UFC 269) |
| Oliveira został pozbawiony tytułu 7 maja 2022 z powodu przekroczenia limitu wagowego na walkę przeciwko Justinowi Gaethje’owi.                                                 |                                                                |                                   |                      | |
| 12. | Isłam Machaczew (pokonał Charlesa Oliveirę)                    | 22 października 2022 (UFC 280)    | 28 czerwca 2025      | - pokonał Alexandera Volkanovskiego 12 lutego 2023 (UFC 284) - pokonał Alexandera Volkanovskiego 21 października 2023 (UFC 294) - pokonał Dustina Poiriera 1 czerwca 2024 (UFC 302) - pokonał Renato Moicano 18 stycznia 2025 (UFC 311) |
| Machaczew ogłosił 13 maja 2025 roku, że rezygnuje z tytułu, aby przejść do wagi półśredniej. Tytuł został oficjalnie odebrany 28 czerwca 2025 roku.                            |                                                                |                                   |                      | |
| 13. | Ilia Topuria (pokonał Charlesa Oliveirę)                       | 28 czerwca 2025 (UFC 317)         | nadal                | |

### Waga piórkowa
Po ogłoszeniu fuzji WEC z UFC pod koniec 2010, 20 listopada przed rozpoczęciem gali UFC 123, José Aldo został oficjalnie mianowany przez prezydenta UFC Dana White’a mistrzem w wadze piórkowej.
| Nr | Mistrz                                                        | Od                          | Do                | Obrony tytułu |
| --- | ------------------------------------------------------------- | --------------------------- | ----------------- | --- |
| 1. | José Aldo (został ogłoszony niekwestionowanym mistrzem)       | 20 listopada 2010 (UFC 123) | 12 grudnia 2015   | - pokonał Marka Hominicka 30 kwietnia 2011 (UFC 129) - pokonał Kenny’ego Floriana 8 października 2011 (UFC 136) - pokonał Chada Mendesa 14 stycznia 2012 (UFC 142) - pokonał Frankiego Edgara 2 lutego 2013 (UFC 156) - pokonał Jung Chan-sunga 3 sierpnia 2013 (UFC 163) - pokonał Ricardo Lamasa 1 lutego 2014 (UFC 169) - pokonał Chada Mendesa 25 października 2014 (UFC 179) |
| – | Conor McGregor (pokonał o tymczasowy tytuł Chada Mendesa)     | 11 lipca 2015 (UFC 189)     | 12 grudnia 2015   | |
| 2. | Conor McGregor                                                | 12 grudnia 2015 (UFC 194)   | 26 listopada 2016 | |
| – | José Aldo (pokonał o tymczasowy tytuł Frankiego Edgara)       | 9 lipca 2016 (UFC 200)      | 26 listopada 2016 | |
| 26 listopada 2016, McGregor zwakował tytuł wagi piórkowej, skupiając się na wadze lekkiej. Nowym, niekwestionowanym mistrzem został ogłoszony posiadacz tymczasowego pasa José Aldo. |                                                               |                             |                   | |
| 3. | José Aldo (2) (został niekwestionowanym mistrzem)             | 26 listopada 2016           | 3 czerwca 2017    | |
| – | Max Holloway (pokonał o tymczasowy tytuł Anthony’ego Pettisa) | 10 grudnia 2016 (UFC 206)   | 3 czerwca 2017    | |
| 4. | Max Holloway                                                  | 3 czerwca 2017 (UFC 212)    | 14 grudnia 2019   | - pokonał José Aldo 2 grudnia 2017 (UFC 218) - pokonał Briana Ortegę 8 grudnia 2018 (UFC 231) - pokonał Frankiego Edgara 27 lipca 2019 (UFC 240) |
| 5. | Alexander Volkanovski                                         | 14 grudnia 2019 (UFC 245)   | 17 lutego 2024    | - pokonał Maxa Hollowaya 12 lipca 2020 (UFC 251) - pokonał Briana Ortegę 25 września 2021 (UFC 266) - pokonał Jung Chan-sunga 9 kwietnia 2022 (UFC 273) - pokonał Maxa Hollowaya 2 lipca 2022 (UFC 276) - pokonał tymczasowego mistrza Yaira Rodrígueza 8 lipca 2023 (UFC 290) |
| – | Yair Rodríguez (pokonał o tymczasowy tytuł Josha Emmetta)     | 12 lutego 2023 (UFC 284)    | 8 lipca 2023      | |
| 6. | Ilia Topuria                                                  | 17 lutego 2024 (UFC 298)    | 12 kwietnia 2025  | - pokonał Maxa Hollowaya 26 października 2024 (UFC 308) |
| Topuria ogłosił 19 lutego 2025 roku, że rezygnuje z tytułu, aby przejść do wagi lekkiej. Tytuł został oficjalnie odebrany 12 kwietnia 2025 roku.                                     |                                                               |                             |                   | |
| 7. | Alexander Volkanovski (2) (pokonał Diego Lopesa)              | 12 kwietnia 2025 (UFC 314)  | nadal             | |

### Waga kogucia
Po ogłoszeniu fuzji WEC z UFC pod koniec 2010, 16 grudnia na WEC 53, Dominick Cruz obronił pas mistrza WEC, zostając przy tym automatycznie mistrzem UFC w wadze koguciej.
| Nr | Mistrz                                                     | Od                                    | Do               | Obrony tytułu |
| --- | ---------------------------------------------------------- | ------------------------------------- | ---------------- | --- |
| 1. | Dominick Cruz (pokonał Scotta Jorgensena)                  | 16 grudnia 2010 (WEC 53)              | 6 stycznia 2014  | - pokonał Urijah Fabera 2 lipca 2011 (UFC 132) - pokonał Demetriousa Johnsona 1 października 2011 (UFC on Versus 6)                                                            |
| – | Renan Barão (pokonał o tymczasowy tytuł Urijah Fabera)     | 21 lipca 2012 (UFC 149)               | 6 stycznia 2014  | - pokonał Michaela McDonalda 16 lutego 2013 (UFC on Fuel TV 7) - pokonał Eddiego Winelanda 21 września 2013 (UFC 165)                                                          |
| 6 stycznia 2014 Cruz zwakował pas mistrzowski z powodu długotrwałej kontuzji ciągnącej się od prawie trzech lat. Prezydent UFC Dana White ogłosił niekwestionowanym mistrzem posiadacza tymczasowego tytułu Brazylijczyka Renana Barão. |                                                            |                                       |                  | |
| 2. | Renan Barão (został ogłoszony niekwestionowanym mistrzem)  | 6 stycznia 2014                       | 24 maja 2014     | - pokonał Urijah Fabera 1 lutego 2014 (UFC 169) |
| 3. | T.J. Dillashaw                                             | 24 maja 2014 (UFC 173)                | 17 stycznia 2016 | - pokonał Joego Soto 30 sierpnia 2014 (UFC 177) - pokonał Renana Barão 25 lipca 2015 (UFC on Fox 16)                                                                           |
| 4. | Dominick Cruz                                              | 17 stycznia 2016 (UFC Fight Night 81) | 30 grudnia 2016  | - pokonał Urijah Fabera 4 czerwca 2016 (UFC 199) |
| 5. | Cody Garbrandt                                             | 30 grudnia 2016 (UFC 207)             | 4 listopada 2017 | |
| 6. | T.J. Dillashaw                                             | 4 listopada 2017 (UFC 217)            | 20 marca 2019    | - pokonał Cody’ego Garbrandta 4 sierpnia 2018 (UFC 227) |
| 20 marca 2019 roku TJ Dillashaw zwakował dobrowolnie pas mistrzowski. Powodem decyzji było naruszenie przepisów antydopingowych USADA.                                                                                                  |                                                            |                                       |                  | |
| 7. | Henry Cejudo (pokonał Marlona Moraesa)                     | 9 czerwca 2019 (UFC 238)              | 10 maja 2020     | - pokonał Dominicka Cruza 9 maja 2020 (UFC 249) |
| 10 maja 2020 roku na gali 249 po zwycięstwie nad Dominickiem Cruzem, Cejudo przeszedł na emeryturę wakując tym samym pas mistrzowski kategorii koguciej.                                                                                |                                                            |                                       |                  | |
| 8. | Piotr Jan (pokonał José Aldo)                              | 12 lipca 2020 (UFC 251)               | 6 marca 2021     | |
| 9. | Aljamain Sterling                                          | 6 marca 2021 (UFC 259)                | 19 sierpnia 2023 | - pokonał tymczasowego mistrza Piotra Jana 9 kwietnia 2022 (UFC 273) - pokonał T.J. Dillashawa 22 października 2022 (UFC 280) - pokonał Henry’ego Cejudo 6 maja 2023 (UFC 288) |
| – | Piotr Jan (pokonał o tymczasowy tytuł Cory’ego Sandhagena) | 30 października 2021 (UFC 267)        | 9 kwietnia 2022  | |
| 10. | Sean O’Malley                                              | 19 sierpnia 2023 (UFC 292)            | 14 września 2024 | - pokonał Marlona Verę 9 marca 2024 (UFC 299) |
| 11. | Merab Dwaliszwili                                          | 14 września 2024 (UFC 306)            | nadal            | - pokonał Umara Nurmagomedowa 18 stycznia 2025 (UFC 311) - pokonał Sean O’Malley’ego 7 czerwca 2025 (UFC 316)                                                                  |

### Waga musza
Źródło
| Nr | Mistrz                                                      | Od                                  | Do               | Obrony tytułu |
| --- | ----------------------------------------------------------- | ----------------------------------- | ---------------- | --- |
| 1. | Demetrious Johnson (pokonał Josepha Benavideza)             | 22 września 2012 (UFC 152)          | 4 sierpnia 2018  | - pokonał Johna Dodsona 26 stycznia 2013 (UFC on Fox 6) - pokonał Johna Moragę 27 lipca 2013 (UFC on Fox 8) - pokonał Josepha Benavideza 14 grudnia 2013 (UFC on Fox 9) - pokonał Alego Bagautinowa 14 czerwca 2014 (UFC 174) - pokonał Chrisa Cariaso 27 września 2014 (UFC 178) - pokonał Kyōjiego Horiguchiego 25 kwietnia 2015 (UFC 186) - pokonał Johna Dodsona 5 września 2015 (UFC 191) - pokonał Henry’ego Cejudo 24 kwietnia 2016 (UFC 197) - pokonał Tima Elliotta 2 grudnia 2016 (The Ultimate Fighter 24 Finale) - pokonał Wilsona Reisa 15 kwietnia 2017 (UFC on Fox 24) - pokonał Raya Borga 7 października 2017 (UFC 216) |
| 2. | Henry Cejudo                                                | 4 sierpnia 2018 (UFC 227)           | 20 grudnia 2019  | - pokonał T.J. Dillashawa 19 stycznia 2019 (UFC Fight Night 143) |
| Henry Cejudo został pozbawiony pasa z powodu zbyt długiej absencji w obronie tytułu w kategorii muszej. |                                                             |                                     |                  | |
| 3. | Deiveson Figueiredo (pokonał Josepha Benavideza)            | 19 lipca 2020 (UFC Fight Night 172) | 12 czerwca 2021  | - pokonał Alexa Pereza 21 listopada 2020 (UFC 255) - zremisował z Brandonem Moreno 12 grudnia 2020 (UFC 256) |
| 4. | Brandon Moreno                                              | 12 czerwca 2021 (UFC 263)           | 22 stycznia 2022 | |
| 5. | Deiveson Figueiredo (2)                                     | 22 stycznia 2022 (UFC 270)          | 21 stycznia 2023 | |
| – | Brandon Moreno (pokonał o tymczasowy tytuł Kai Karę-France) | 30 lipca 2022 (UFC 277)             | 21 stycznia 2023 | |
| 6. | Brandon Moreno                                              | 21 stycznia 2023 (UFC 283)          | 8 lipca 2023     | |
| 7. | Alexandre Pantoja                                           | 8 lipca 2023 (UFC 290)              | nadal            | - pokonał Brandona Royvala 16 grudnia 2023 (UFC 296) - pokonał Steve’a Ercega 4 maja 2024 (UFC 301) - pokonał Kaia Asakurę 7 grudnia 2024 (UFC 310) - pokonał Kai Karę-France 28 czerwca 2025 (UFC 317) |

## Historia mistrzostw kobiet

### Waga kogucia kobiet
Po ogłoszeniu wchłonięcia Strikeforce przez UFC w 2012, Ronda Rousey została oficjalnie mianowana przez prezydenta UFC Dana White’a mistrzynią UFC wagi koguciej.
| Nr | Mistrzyni                                                    | Od                                                      | Do                  | Obrony tytułu |
| --- | ------------------------------------------------------------ | ------------------------------------------------------- | ------------------- | --- |
| 1. | Ronda Rousey (została ogłoszona niekwestionowaną mistrzynią) | 6 grudnia 2012 (konferencja prasowa przed UFC on Fox 5) | 14 listopada 2015   | - pokonała Liz Carmouche 23 lutego 2013 (UFC 157) - pokonała Mieshę Tate 28 grudnia 2013 (UFC 168) - pokonała Sarę McMann 22 lutego 2014 (UFC 170) - pokonała Alexis Davis 5 lipca 2014 (UFC 175) - pokonała Cat Zingano 28 lutego 2015 (UFC 184) - pokonała Beth Correirę 1 sierpnia 2015 (UFC 190) |
| 2. | Holly Holm                                                   | 14 listopada 2015 (UFC 193)                             | 5 marca 2016        | |
| 3. | Miesha Tate                                                  | 5 marca 2016 (UFC 196)                                  | 9 lipca 2016        | |
| 4. | Amanda Nunes                                                 | 9 lipca 2016 (UFC 200)                                  | 11 grudnia 2021     | - pokonała Rondę Rousey 30 grudnia 2016 (UFC 207) - pokonała Walentinę Szewczenko 9 września 2017 (UFC 215) - pokonała Raquel Pennington 12 maja 2018 (UFC 224) - pokonała Holly Holm 7 lipca 2019 (UFC 239) - pokonała Germain de Randamie 14 grudnia 2019 (UFC 245)                                |
| 5. | Julianna Peña                                                | 11 grudnia 2021 (UFC 269)                               | 30 lipca 2022       | |
| 6. | Amanda Nunes (2)                                             | 30 lipca 2022 (UFC 277)                                 | 20 czerwca 2023     | - pokonała Irene Aldanę 10 czerwca 2023 (UFC 289) |
| Nunes ogłosiła zakończenie kariery 10 czerwca 2023. Tytuł został oficjalnie zwakowany 20 czerwca 2023. |                                                              |                                                         |                     | |
| 7. | Raquel Pennington (pokonała Mayrę Bueno Silvę)               | 20 stycznia 2024 (UFC 297)                              | 5 października 2024 | |
| 8. | Julianna Peña (2)                                            | 5 października 2024 (UFC 307)                           | 7 czerwca 2025      | |
| 9. | Kayla Harrison                                               | 7 czerwca 2025 (UFC 316)                                | nadal               | |

### Waga musza kobiet
Stawką zwycięstwa w 26 edycji reality show The Ultimate Fighter prócz kontraktu z UFC było inauguracyjne mistrzostwo kobiet w nowo powstałej kategorii muszej. Zwyciężczynią okazała się Amerykanka Nicco Montaño, która wygrała w finale 1 grudnia 2017 z Roxanne Modafferi.
| Nr | Mistrzyni                                          | Od                                              | Do               | Obrony tytułu |
| --- | -------------------------------------------------- | ----------------------------------------------- | ---------------- | --- |
| 1. | Nicco Montaño (pokonała Roxanne Modafferi)         | 1 grudnia 2017 (The Ultimate Fighter 26 Finale) | 7 września 2018  | |
| 7 września 2018 została hospitalizowana w związku z nadmiernym ścinaniem wagi w przeddzień pierwszej obrony pasa przeciwko Walentinie Szewczenko i walkę anulowano. Dana White poinformował w ten sam dzień, że pas który dzierżyła Montaño zostaje jej odebrany. |                                                    |                                                 |                  | |
| 2. | Walentina Szewczenko (pokonała Joannę Jędrzejczyk) | 8 grudnia 2018 (UFC 231)                        | 4 marca 2023     | - pokonała Jessice Eye 8 czerwca 2018 (UFC 238) - pokonała Liz Carmouche 10 sierpnia 2019 (UFC Fight Night 156) - pokonała Katlyn Chookagian 8 lutego 2020 (UFC 247) - pokonała Jennifer Maie 21 listopada 2020 (UFC 255) - pokonała Jessicę Andrade 24 kwietnia 2021 (UFC 261) - pokonała Lauren Murphy 25 września 2021 (UFC 266) - pokonała Tailę Santos 12 czerwca 2022 (UFC 275) |
| 3. | Alexa Grasso                                       | 4 marca 2023 (UFC 285)                          | 14 września 2024 | - zremisowała z Walentiną Szewczenko 16 września 2023 (UFC Fight Night 227) |
| 4. | Walentina Szewczenko (2)                           | 14 września 2024 (UFC 306)                      | nadal            | - pokonała Manon Fiorot 10 maja 2025 (UFC 315) |

### Waga słomkowa kobiet
Stawką zwycięstwa w 20 edycji reality show The Ultimate Fighter prócz kontraktu z UFC było inauguracyjne mistrzostwo kobiet w nowo powstałej kategorii słomkowej. Zwyciężczynią okazała się Amerykanka Carla Esparza, która wygrała w finale 12 grudnia 2014 z Rose Namajunas.
| Nr | Mistrzyni                               | Od                                               | Do                | Obrony tytułu |
| -- | --------------------------------------- | ------------------------------------------------ | ----------------- | --- |
| 1. | Carla Esparza (pokonała Rose Namajunas) | 12 grudnia 2014 (The Ultimate Fighter 20 Finale) | 14 marca 2015     | |
| 2. | Joanna Jędrzejczyk                      | 14 marca 2015 (UFC 185)                          | 4 listopada 2017  | - pokonała Jessicę Penne 20 czerwca 2015 (UFC Fight Night 69) - pokonała Valérie LeTourneau 14 listopada 2015 (UFC 193) - pokonała Cláudię Gadelha 8 lipca 2016 (The Ultimate Fighter 23) - pokonała Karolinę Kowalkiewicz 12 listopada 2016 (UFC 205) - pokonała Jessicę Andrade 13 maja 2017 (UFC 211) |
| 3. | Rose Namajunas                          | 4 listopada 2017 (UFC 217)                       | 11 maja 2019      | - pokonała Joannę Jędrzejczyk 7 kwietnia 2018 (UFC 223) |
| 4. | Jéssica Andrade                         | 11 maja 2019 (UFC 237)                           | 31 sierpnia 2019  | |
| 5. | Zhang Weili                             | 31 sierpnia 2019 (UFC Fight Night 157)           | 24 kwietnia 2021  | - pokonała Joannę Jędrzejczyk 7 marca 2020 (UFC 248) |
| 6. | Rose Namajunas (2)                      | 24 kwietnia 2021 (UFC 261)                       | 7 maja 2022       | - pokonała Zhang Weili 6 listopada 2021 (UFC 268) |
| 7. | Carla Esparza (2)                       | 7 maja 2022 (UFC 274)                            | 12 listopada 2022 | |
| 8. | Zhang Weili (2)                         | 12 listopada 2022 (UFC 281)                      | nadal             | - pokonała Amandę Lemos 19 sierpnia 2023 (UFC 292) - pokonała Yan Xiaonan 13 kwietnia 2024 (UFC 300) - pokonała Tatianę Suarez 9 lutego 2025 (UFC 312) |

## Nieistniejące tytuły

### Tytuł Superfight – waga open
| Nr | Mistrz                              | Od                    | Do            | Obrony tytułu                                                                                            |
| --- | ----------------------------------- | --------------------- | ------------- | --- |
| Ken Shamrock i Royce Gracie zmierzyli się o inauguracyjne mistrzostwo Superfight 7 kwietnia 1995 na UFC 5, lecz wynik starcia okazał się remisowy i nie przyznano pasa.                                   |                                     |                       |               | |
| 1. | Ken Shamrock (pokonał Dana Severna) | 14 lipca 1995 (UFC 6) | 17 maja 1996  | - zremisował z Olegiem Taktarowem 8 września 1995 (UFC 7) - pokonał Kimo Leopoldo 16 lutego 1996 (UFC 8) |
| 2. | Dan Severn                          | 17 maja 1996 (UFC 9)  | 7 lutego 1997 | |
| Mark Coleman (mistrz turnieju UFC 11) pokonał Dana Severna 7 lutego 1997 na UFC 12 w pojedynku unifikującym tytuły mistrza turniejowego i superfightu w inauguracyjny tytuł mistrza UFC w wadze ciężkiej. |                                     |                       |               | |

### Waga piórkowa kobiet
9 grudnia 2016 Dana White ogłosił utworzenie kategorii piórkowej kobiet natomiast 13 grudnia 2016 zestawiono walkę o inauguracyjne mistrzostwo w tejże dywizji między Amerykanką Holly Holm a Holenderką Germaine de Randamie, którą 11 lutego 2017 wygrała ta druga.
| Nr | Mistrzyni                                  | Od                        | Do              | Obrony tytułu                                                                                        |
| --- | ------------------------------------------ | ------------------------- | --------------- | --- |
| 1. | Germaine de Randamie (pokonała Holly Holm) | 11 lutego 2017 (UFC 208)  | 19 czerwca 2017 | |
| Germaine de Randamie została pozbawiona tytułu 19 czerwca 2017 z powodu braku woli do podjęcia obrony mistrzostwa przeciwko Cristiane Justino. |                                            |                           |                 | |
| 2. | Cris Cyborg (pokonała Tonyę Evinger)       | 29 lipca 2017 (UFC 214)   | 29 grudnia 2019 | - pokonała Holly Holm 30 grudnia 2017 (UFC 219) - pokonała Yane Kunitskaye 3 marca (UFC 222)         |
| 3. | Amanda Nunes                               | 29 grudnia 2019 (UFC 232) | 20 czerwca 2023 | - pokonała Felicie Spencer 6 czerwca 2020 (UFC 250) - pokonała Megan Anderson 6 marca 2021 (UFC 259) |
| Nunes ogłosiła zakończenie kariery 10 czerwca 2023. Tytuł został oficjalnie zwakowany 20 czerwca 2023.                                         |                                            |                           |                 | |

## Mistrzowie turniejowi
UFC początkowo organizowało turnieje by wyłonić najlepszych zawodników danej gali. Od 1993 do 1996 w turniejach brało udział ośmiu zawodników (prócz UFC 4 na którym wystartowało aż 16 zawodników) bez podziału na kategorie wagowe. Turniej składał się z drabinki: ćwierćfinał, półfinał i finał. Rok 1997 przyniósł zmiany w prowadzeniu turniejów. Przede wszystkim zostały utworzenie kategorie wagowe – ciężka, średnia i lekka (ówcześnie do 90 kg, a później zmniejszona do 77 kg), liczba zawodników została zredukowana do czterech, a turniej odbywał się systemem półfinał i finał. Po roku 1999 zrezygnowano z formatu turniejowego na rzecz pojedynczych walk.
Wyjątkowo, bo w 2003 i 2012 miały miejsce turnieje kolejno wagi lekkiej i muszej. Stawką w obu zawodach był pas mistrzowski.
| Gala                            | Data       | Kategoria wagowa                                      | Zwycięzca                                                        | Finalista                                                        |
| ------------------------------- | ---------- | ----------------------------------------------------- | ---------------------------------------------------------------- | ---------------------------------------------------------------- |
| UFC 1                           | 12.11.1993 | open                                                  | Royce Gracie                                                     | Gerard Gordeau                                                   |
| UFC 2                           | 11.03.1994 | open                                                  | Royce Gracie                                                     | Patrick Smith                                                    |
| UFC 3                           | 09.09.1994 | open                                                  | Steve Jennum                                                     | Harold Howard                                                    |
| UFC 4                           | 16.12.1994 | open                                                  | Royce Gracie                                                     | Dan Severn                                                       |
| UFC 5                           | 07.04.1995 | open                                                  | Dan Severn                                                       | Dave Beneteau                                                    |
| UFC 6                           | 14.07.1995 | open                                                  | Oleg Taktarow                                                    | David Abbott                                                     |
| UFC 7                           | 08.09.1995 | open                                                  | Marco Ruas                                                       | Paul Varelans                                                    |
| Ultimate Ultimate               | 16.12.1995 | open                                                  | Dan Severn                                                       | Oleg Taktarow                                                    |
| UFC 8                           | 16.02.1996 | open                                                  | Don Frye                                                         | Gary Goodridge                                                   |
| UFC 10                          | 12.07.1996 | open                                                  | Mark Coleman                                                     | Don Frye                                                         |
| UFC 11                          | 20.09.1996 | open                                                  | Mark Coleman                                                     | Scott Ferrozzo                                                   |
| Ultimate Ultimate 2             | 07.12.1996 | open                                                  | Don Frye                                                         | David Abbott                                                     |
| UFC 12                          | 07.02.1997 | Ciężka (+ 91 kg)                                      | Vitor Belfort                                                    | Scott Ferrozzo                                                   |
| UFC 12                          | 07.02.1997 | Lekka (do 90 kg)                                      | Jerry Bohlander                                                  | Nick Sanzo                                                       |
| UFC 13                          | 30.05.1997 | Ciężka                                                | Randy Couture                                                    | Steven Graham                                                    |
| UFC 13                          | 30.05.1997 | Lekka (do 90 kg – od UFC 14 przemianowana na średnią) | Guy Mezger                                                       | Tito Ortiz                                                       |
| UFC 14                          | 27.07.1997 | Ciężka                                                | Mark Kerr                                                        | Dan Bobish                                                       |
| UFC 14                          | 27.07.1997 | Średnia (do 90 kg)                                    | Kevin Jackson                                                    | Tony Fryklund                                                    |
| UFC 15                          | 17.10.1997 | Ciężka                                                | Mark Kerr                                                        | Dwayne Cason                                                     |
| UFC Japan                       | 21.12.1997 | Ciężka                                                | Kazushi Sakuraba                                                 | Marcus Silveira                                                  |
| UFC 16                          | 13.03.1998 | Lekka (do 77 kg)                                      | Pat Miletich                                                     | Chris Brennan                                                    |
| UFC 17                          | 15.05.1998 | Średnia                                               | Dan Henderson                                                    | Carlos Newton                                                    |
| UFC 23                          | 19.11.1999 | Średnia                                               | Ken’ichi Yamamoto                                                | Katsuhisa Fujii                                                  |
| UFC 39 UFC 41                   | 28.02.2003 | Lekka                                                 | Brak trymufatora, w walce B.J. Penn vs. Caol Uno ogłoszono remis | Brak trymufatora, w walce B.J. Penn vs. Caol Uno ogłoszono remis |
| UFC on FX 2 UFC on FX 3 UFC 152 | 22.09.2012 | Musza                                                 | Demetrious Johnson                                               | Joseph Benavidez                                                 |

## Statystyki

### Mistrzowie według narodowości
W tabeli uwzględniono zdobywców pasa mistrzowskiego z poszczególnych kategorii wagowych oraz zwycięzców turniejów.
| Kraj              | Liczba mistrzów | Liczba mistrzów turniejowych | W sumie |
| ----------------- | --------------- | ---------------------------- | ------- |
| Stany Zjednoczone | 83              | 17                           | 100     |
| Brazylia          | 24              | 6                            | 30      |
| Rosja             | 5               | 1                            | 6       |
| Kanada            | 4               | 0                            | 4       |
| Meksyk            | 4               | 0                            | 4       |
| Australia         | 4               | 0                            | 4       |
| Anglia            | 3               | 0                            | 3       |
| Gruzja            | 3               | 0                            | 3       |
| Nigeria           | 3               | 0                            | 3       |
| Holandia          | 2               | 0                            | 2       |
| Polska            | 2               | 0                            | 2       |
| Chiny             | 2               | 0                            | 2       |
| Irlandia          | 2               | 0                            | 2       |
| Kirgistan         | 2               | 0                            | 2       |
| Białoruś          | 1               | 0                            | 1       |
| Kamerun           | 1               | 0                            | 1       |
| Francja           | 1               | 0                            | 1       |
| Czechy            | 1               | 0                            | 1       |
| Południowa Afryka | 1               | 0                            | 1       |
| Japonia           | 0               | 2                            | 2       |

### Obrony tytułu
Tabela obejmuje rekordzistów w liczbie udanych obron tytułu (od pięciu obron z rzędu) z poszczególnych kategorii wagowych oraz czas przez który dzierżyli pas mistrzowski.
| Liczba obron tytułu | Zawodnik              | Kategoria  | Czas panowania                          |
| ------------------- | --------------------- | ---------- | --------------------------------------- |
| 11                  | Demetrious Johnson    | musza      | 22 września 2012 – 4 sierpnia 2018      |
| 10                  | Anderson Silva        | średnia    | 14 października 2006 – 6 lipca 2013     |
| 9                   | Georges St-Pierre     | półśrednia | 19 kwietnia 2008 – 13 grudnia 2013      |
| 8                   | Jon Jones             | półciężka  | 19 maja 2011 – 28 kwietnia 2015         |
| 7                   | José Aldo             | piórkowa   | 20 listopada 2010 – 12 grudnia 2015     |
| 7                   | Walentina Szewczenko  | musza      | 8 grudnia 2018 – 4 marca 2023           |
| 6                   | Ronda Rousey          | kogucia    | 6 grudnia 2012 – 15 listopada 2015      |
| 5                   | Tito Ortiz            | półciężka  | 14 kwietnia 2000 – 15 listopada 2003    |
| 5                   | Matt Hughes           | półśrednia | 2 listopada 2001 – 31 stycznia 2004     |
| 5                   | Joanna Jędrzejczyk    | słomkowa   | 14 marca 2015 – 4 listopada 2017        |
| 5                   | Amanda Nunes          | kogucia    | 9 lipca 2016 – 11 grudnia 2021          |
| 5                   | Kamaru Usman          | półśrednia | 2 marca 2019 – 20 sierpnia 2022         |
| 5                   | Israel Adesanya       | średnia    | 6 października 2019 – 12 listopada 2022 |
| 5                   | Alexander Volkanovski | piórkowa   | 14 grudnia 2019 – 17 lutego 2024        |